# Between You & Me
I Between You & Me sono un gruppo musicale australiano formatosi a Melbourne nel 2015. Hanno pubblicato due album con la Hopeless Records.

## Storia del gruppo
La band ha iniziato ad avere popolarità su YouTube in seguito al caricamento di cover di famose canzoni della scena pop punk e alternative rock. 
Nel 2016 ha pubblicato il primo singolo, Cavalier, per la Dreambound Records e ha iniziato a supportare in tour gruppi del calibro di With Confidence, As It Is e Trash Boat. Nello stesso anno hanno autoprodotto l'EP Paper Thin, composto da cinque tracce.
Nel 2017 la Hopeless Records mette sotto contratto la band, che pubblica il singolo Overthinking.
L'anno successivo pubblicano il primo album in studio, Everything is Temporary, anticipato dai singoli Dakota e Friends From '96.
Nel 2019 pubblicano il singolo Famous e, successivamente, l'EP Reimagined contenente due versioni rivisitate acusticamente della stessa Famous e di Dakota.
Il 19 novembre 2021 pubblicano il secondo album in studio Armageddon, anticipato da cinque singoli (tra cui un featuring con Mikaila Delgado degli Yours Truly).
Il 24 marzo 2023 pubblicano Nevermind, primo singolo da band indipendente. L'8 novembre esce il singolo YEAH!. Il 5 aprile 2024 esce l'EP Sh!t Yeah.

## Formazione
- Jake Wilson – voce (2015-presente)
- Chris Bowerman – chitarra (2015-presente)
- Jai Gibson – chitarra (2015-presente)
- James Karagiozis – basso (2015-presente)
- Jamey Bowerman – batteria (2015-presente)

## Discografia

### Album in studio
- 2018 – Everything is Temporary
- 2021 – Armageddon

### Extended play
- 2016 – Paper Thin
- 2019 – Reimagined
- 2024 – Sh!t Yeah

### Singoli
- 2016 – Cavalier
- 2016 – Cavalier (acoustic)
- 2016 – Trees in the Winter
- 2017 – Overthinking
- 2018 – Dakota
- 2018 – Friends From '96
- 2019 – Famous
- 2021 – Supervillain
- 2021 – Deadbeat
- 2021 – Butterflies
- 2021 – Change
- 2021 – Go to Hell (feat. Yours Truly)
- 2023 – Nevermind
- 2023 – YEAH!

## Videografia

### Video musicali
- 2016 – Cavalier
- 2016 – Trees in the Winter
- 2017 – Overthinking
- 2018 – Dakota
- 2018 – Friends From '96
- 2019 – Famous
- 2021 – Supervillain
- 2021 – Deadbeat
- 2021 – Butterflies
- 2021 – Change
- 2021 – Go to Hell
- 2023 – Nevermind
- 2023 – YEAH!